# 김해 일신재
김해 일신재(金海 日新齋)는 대한민국 경상남도 김해시에 있는 건축물이다. 2012년 10월 11일 경상남도의 문화재자료 제549호로 지정되었다.

## 개요
일신재와 안채는 근대기 유학자가 건축한 주택형 장수지소(藏修之所)라는 점과 전통 한옥과 외래 건축의 요소가 혼합된 근대한옥의 특성을 잘 보여준다는 점에서 문화재적 학술적 가치가 있다

## 참고 자료
- 김해 일신재 - 국가유산청 국가유산포털